# مكتبة ماكس بلانك الرقمية

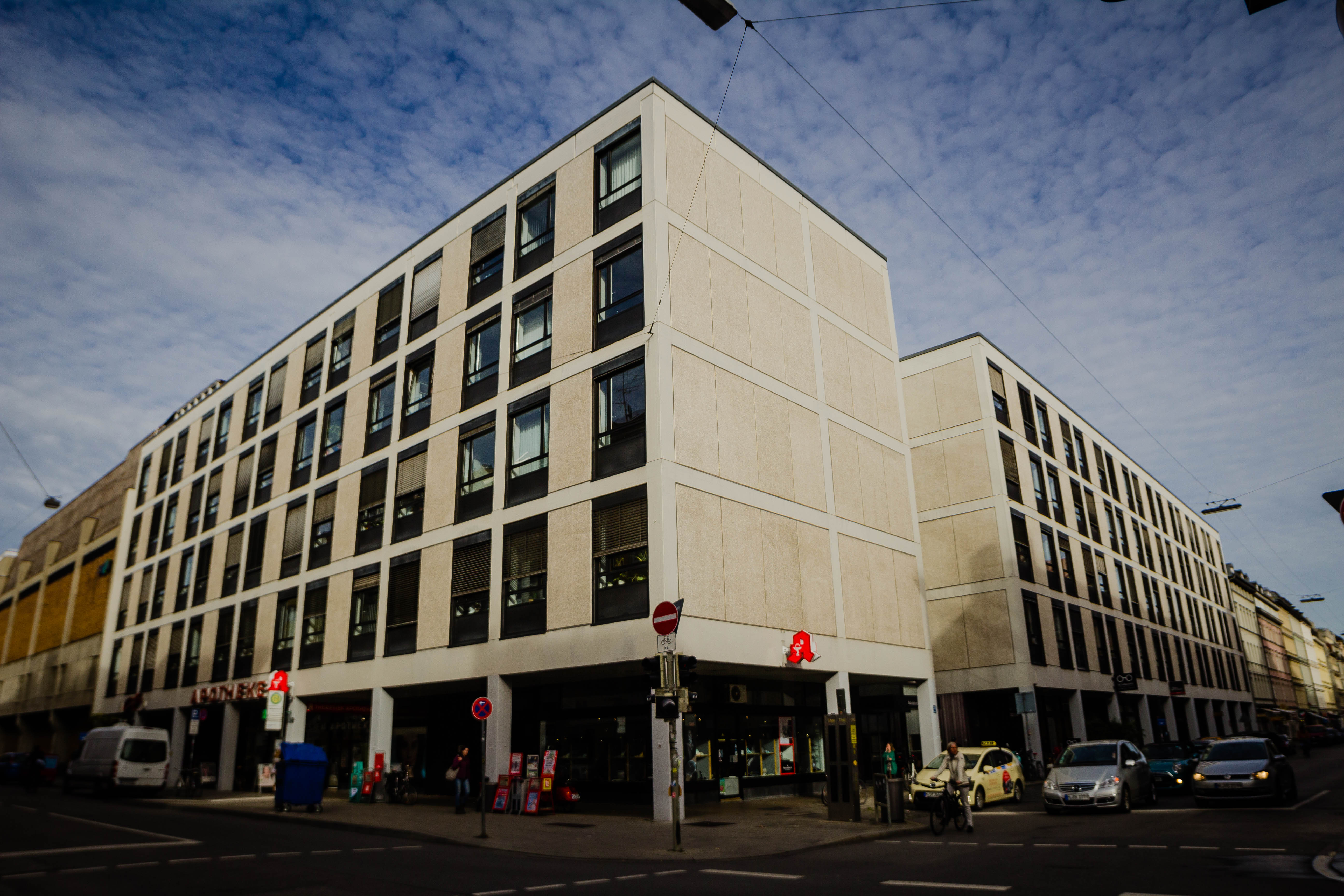

مكتبة ماكس بلانك الرقمية (بالإنجليزية: Max Planck Digital Library) هي وحدة خدمية مركزية تضطلع بتوفير قواعد بيانات المطبوعات للمعاهد التابعة لجمعية ماكس بلانك، وتدعم تلك المعاهد بخلق بيئات بحثية رقمية. مقر المكتبة مدينة ميونخ في ألمانيا. بدأت في سنة 2003 في تبني إستراتيجية المصادر المفتوحة.

## وصلات خارجية
- الموقع الرسمي للمكتبة (بالألمانية)

```
(بالإنجليزية)
```